# Kenan Karagöz
Kenan Karagöz (* 1938 in Pazar; † 1989) war ein türkischer Schauspieler.

## Leben und Karriere
Karagöz wurde 1938 in Pazar geboren. Sein Debüt gab er 1968 in dem Film Aşkım Günahımdır. Zu seinen bekanntesten Werken gehören Filme wie Jilet Kazim, Kara Şahin und Şaban Oğlu Şaban. Sein letzter Film war Renkli Dünya. Karagöz starb 1989 im Alter von 51 Jahren.

## Filmografie (Auswahl)
- 1968: Aşkım Günahımdır
- 1970: Casus Kıran / Yedi Canlı Adam
- 1970: İç Güveysi
- 1971: Azrail Peşimizde
- 1971: Baba
- 1971: Beş Hergele
- 1971: Hedefte İmzam Var
- 1971: Hicran
- 1971: Jilet Kazım
- 1971: Kalleşlere Af Yok
- 1971: Kurşun Memed
- 1972: Gecekondu Rüzgarı
- 1973: Kara Pençe
- 1973: Kolsuz Kahramanın Kolu
- 1973: Pir Sultan Abdal
- 1973: Umut Dünyası
- 1974: Anasının Gözü
- 1974: Çılgınlar
- 1975: Bir Defa Yetmez
- 1975: Canım De Bana
- 1975: En Büyük Patron
- 1975: İşte Kapı İşte Sapı
- 1975: Kadınım
- 1975: Kara Şahin
- 1975: Macera
- 1975: Sansar
- 1975: Yarınlar Kimin
- 1976: Adana Urfa Bankası
- 1976: Kolombo Şakir
- 1976: Mikrop
- 1977: Kan
- 1977: Şöhretin Bedeli
- 1977: Vahşi Sevgili
- 1980: Renkli Dünya